# Каліграфія
Калігра́фія (грец. κάλλος «гарне» + γραφή «письмо») — мистецтво писати розбірливим, гарним і чітким почерком; досконала форма рукописного шрифту стародавніх книг, офіційних документів. Інші назви — краснопис, чистописання.
В сучасному розумінні займає широку нішу від шкільних прописів до виразно індивідуальних мистецьких композицій. Сягнувши високого розвитку в додрукарські часи, в багатьох культурах каліграфія залишається важливою складовою.

## Історія каліграфії

### Загальні поняття

Автограф Івана Мазепи як зразок каліграфії

Історія писемності — це історія еволюції естетичних понять, що розвиваються в рамках технічних навичок, швидкості передачі інформації і матеріальних обмежень людини, часу і простору. Окремий стиль у каліграфії описують як шрифт, руку або «алфавіт».
Сучасна каліграфія досить різноманітна — від побутових рукописних написів на листівках до високого мистецтва, в якому експресія написаного рукою знака не завжди народжує чіткі літерні форми. Класична каліграфія значно відрізняється від шрифтових робіт і нестандартних рукописних форм, хоча каліграф повинен вміти робити і те, і те; літери склалися в такі форми історично, але при цьому вони здебільшого спонтанні й завжди народжуються в момент письма.
На зразки каліграфії можна натрапити в релігійному мистецтві, графічному дизайні, у написах, висічених на каменях, та в історичних документах. Сучасні варіанти каліграфії трапляються на графіті, у вигляді шрифтів і рукописних логотипів. В Україні, як і в інших країнах, каліграфію використовують на телебаченні як оформлення, на запрошеннях, листівках і весільних привітаннях, свідоцтвах про народження та в інших документах, де передбачається писати від руки.

### Західноєвропейська каліграфія
Європейська каліграфія розвивалася в руслі греко-римського письма (у меншій мірі кирилиці), класичні зразки якого розроблені ще в античності й продовжують використовуватися досі. Ранні алфавіти з'явилися в третьому тисячолітті до нашої ери. Безпосереднім попередником латинського алфавіту була етруська абетка. Спочатку при письмі використовувалися тільки великі літери, малі виникли пізніше, за часів Каролінгів.
Поява християнства дала поштовх мистецтву каліграфії на Заході, з огляду на те, що необхідно було копіювати у великих кількостях Біблію та інші релігійні тексти. Найбільшого розквіту мистецтво каліграфії досягло в VII–IX століттях в Ірландії і Шотландії, де ченці створювали ілюміновані Євангеліє — шедеври середньовічного мистецтва.

### Арабська каліграфія

Арабська каліграфія

Традиційне для ісламу обмеження на зображення тварин і людей призвело в мусульманських країнах до розквіту декоративного та орнаментального мистецтва — арабесок (композицій, в основі яких чіткі геометричні форми або зображення листя та квітів), а також каліграфії. Однак писати каліграфією, що складається в зображення тварин чи людей, дозволяється.
Арабська каліграфія стала вживатись не тільки для створення копій Корану, але й в багатьох інших художніх цілях — в розписі порцеляни, в оформленні килимів та інших тканин, на монетах та в архітектурі (особливо в мечетях та на могилах).
За словами Казі-Ахмеда ібн Мірмунші аль-Хуссейна (XVI ст.) «містичне ставлення до писаного слова створило на мусульманському Сході із самого процесу переписування Корану акт, тісно пов'язаний з релігійною догмою прощення гріхів». Багато середньовічні правителів брали на себе обітницю зробити копію Корану, але для цього їм необхідно було осягнути ази каліграфії. У IX ст. багдадські халіфи стали збирати великі бібліотеки та будувати спеціальні центри (араб. «Дар аль-Хікма» — будинок мудрості), в яких трудилися перекладачі й переписувачі. Завдяки цьому в XIII ст. в Багдаді існували бібліотеки на кілька десятків тисяч книг. Після переходу з пергаменту на папір багато майстрів стало займатися копіюванням Корану, перекладами з грецької, пехлевійської та коптської мов книг з історії, медицини. У деяких книгах вже містилися малюнки та географічні карти. Пізніше з'явилися поетичні збірки, дивани (генеалогічні збірки) та інші твори арабських авторів.
Каліграфічні стилі
Спочатку араби користувалися стилем Хіджазі. Поступово стали вироблятися нові почерки, більшість яких було варіантами «чудової шістки». Чудова шістка — це шість канонічних почерків, серед яких насх (араб. الخط النسخ, трансліт. al-Ḫaṭṭ an-nasḫ), мухаккак, сульс (араб. الخط الثلث, трансліт. al-Ḫaṭṭ al-Ṯuluṯ), рукаа (араб. خط الرقعة, трансліт. al-Ḫaṭṭ al-ruq'ah), Райхане та Тауке. Кожний почерк застосовувався в певній сфері. Так, наприклад, почерком дивані (ديواني) писали дипломатичні документи, почерк Рукаа використовувався в побуті, а почерком насталік (араб. تعليق) писали коментарі до Корану. Створене на базі Хіджазі куфійске письмо (араб. الخط كوفي‎) досі використовується в архітектурі та декоративному мистецтві.
Стиль почерку залежав від різних причин. Тут мали значення місце і час написання, майстер, і навіть колір чорнила. Деякі каліграфи для написання копій Корану використовували лише те чорнило, яке побувало в Мецці. З поширенням в мусульманському світі книги найпопулярнішим стали скорописні стилі почерку. Більшість манускриптів пізнього часу написано почерком рукаа.
Пропорції
До каліграфії ставилися, як до точної науки. При написанні слів вираховувалася висота вертикальних літер і протяжність слова на рядку. Протяжність тієї чи іншої літери становить (в залежності від почерку) два або три ромби. Основою правила складання пропорції є розмір літери «аліф», першої літери арабського алфавіту, яка являє собою пряму вертикальну риску. Одиницею вимірювання в каліграфії вважається арабська точка, вона є основним орієнтиром майстра. Висота Аліфа становить від трьох до дванадцяти точок, залежно від стилю та індивідуального почерку каліграфа. Ширина Аліфа дорівнює одній точці. Аліф також служить діаметром уявного кола, в який можна вписати всі арабські літери. Таким чином, основу пропорції складають три елементи, розмір яких встановлює сам майстер — це висота та ширина Аліфа та уявне коло.
Каліграми
Для створення вигадливих Каліграм майстри використовували найпопулярніші фрагменти Корану. Іноді в цих Каліграмах були частини, що відображалися дзеркально.
Каліграфи
Майстри каліграфії були у всіх куточках арабо-мусульманського світу. Серед найвідоміших каліграфів слід назвати таких як Халід ібн аль-Хайядж, аль-Фарахіфі (VII ст.), аль-Дахака, Ахмед аль-Кальбі, Ібрахім і Юсуф аль-Шараджі, Ахваль аль-Мухаррір (IX ст.), Мухаммад ібн Алі ібн Мукла, Ібрагім ас-Сулі (X ст.), Абуль-Хасан Алі ібн аль-Бавваб (XI ст.), Фатіма аль-Багдаді та Шухда бинт аль-Абнарі (XII ст.), Якут аль-Мустасим (XIII ст.), аль-Калкашанді (XV ст.) та інші. Одним з найкращих каліграфів вважається Якута аль-Мустасим (1203—1298), який розробив систему стилів каліграфії та методику навчання каліграфії
Ступінь володіння каліграфією в арабських країнах з часом став показником освіченості та духовної довершеності людини.

### Гебрейська каліграфія
Ще з часів Талмуду гебрейську культуру письма розвивали «софе́ри», писарі юдейських текстів. Аби стати софером бажаючий мав пройти багаторічну підготовку, а сам фах софера у юдаїзмі вважався дуже престижним, оскільки: як відомо, єврейська релігія приділяє велику увагу текстові та письму. Біблійні тексти переписувалися гусячим пером і чорнилом, яке софер зазвичай змішував самотужки. До переписаних соферами текстів були дуже високі вимоги, вони мали бути без жодних помилок чи виправлень, переписування по пам'яті не дозволялося: кожен писар мав перед собою зразок тексту для написання.

### Вірменська каліграфія
Історія вірменської каліграфії пов'язана з християнством, прийнятим як державна релігія за сто років до створення вірменської писемності. Спершу особливою популярністю користувався вигляд письма еркатагір, який набув широкої популярності та використовується донині. Характерною особливістю його є строгий, жирний шрифт, літери складаються з декількох незв'язаних між собою частин. Іноді великі літери штучно збільшувалися для позначення абзаців та виділення тексту. Потім з'явилися й інші види письма з тоншим шрифтом, цільними літерами, часто став використовуватися курсив. У релігійних текстах майстерно розфарбовані літери набували вигляду рослин, тварин, ангелів, додавалися складні візерунки.
|                                                           |  | |  |                                                  |  |                                                                            |  |
| Текст на Еркатагір . Основний вид письма до XIII століття |  | Текст на Болоргіре (рукопис XV—XVI століть). Основний вид письма з кінця XIII століття, а також основний вид шрифту в друкарстві з другої половини XVI століття |  | Текст на нотргір (дослівно «нотаріальне письмо») |  | Текст на Шхагіре . Перша вірменська друкована книга — Урбатагірк, 1512 рік |  |

### Індійська каліграфія

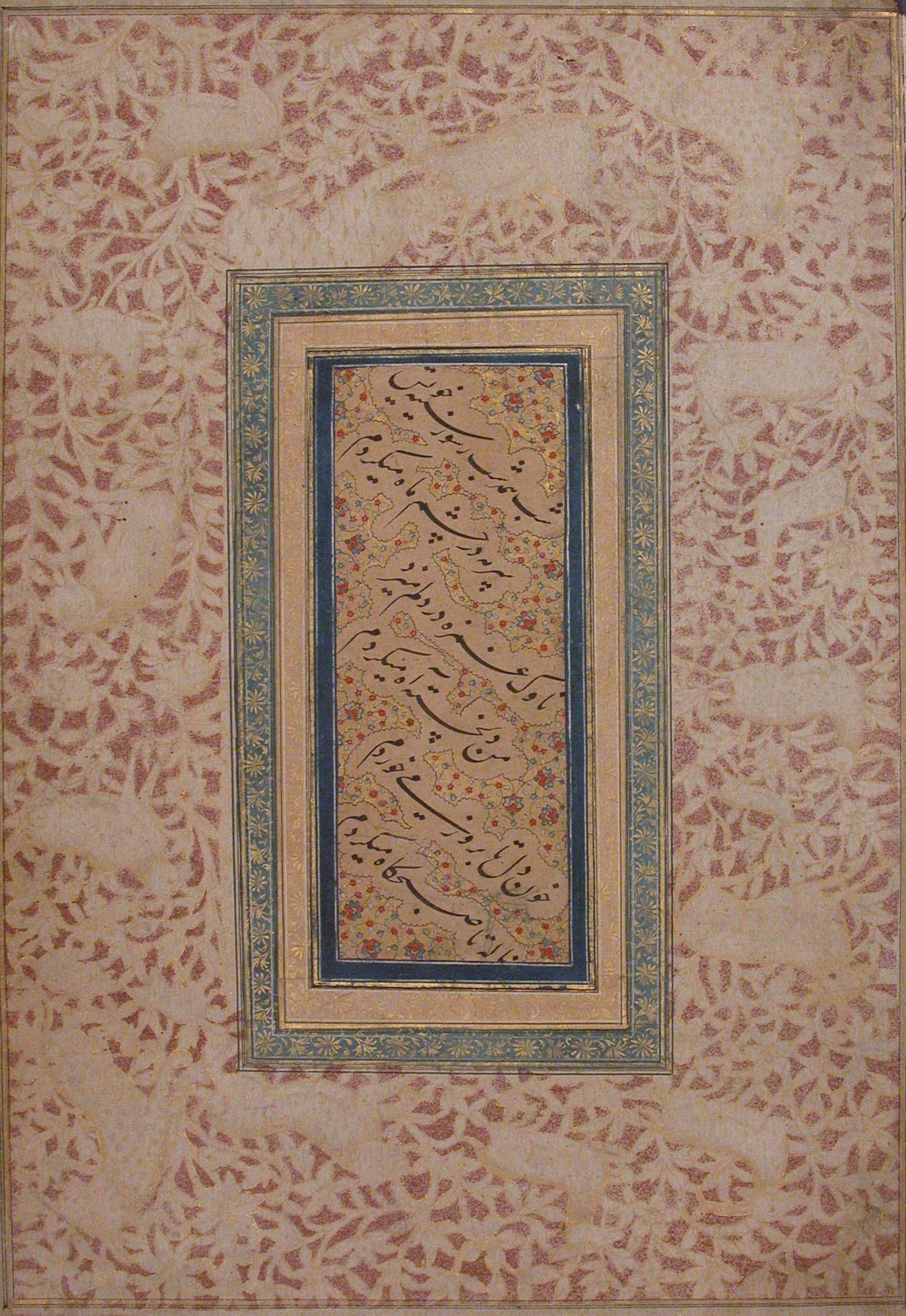
Індійська каліграфія XVII ст., художник Біхітр. Музей мистецтва Метрополітен
.

Історія писемності в Індії бере початок з часу правління першого імператора Асока (III ст. до н. е.), який проголосив правові норми, що охоплювали весь устрій життя його підданих. Ці правові норми були записані на камені. Незабаром з'явилися дві нові системи писемності: Кхарості та Брахмі. Саме Брахмі і став прообразом сучасного шрифту деванагарі («шрифт від міста Богів»). Релігійні тексти дуже рідко писалися за допомогою девангарі та спочатку супроводжувалися кольоровими малюнками. Індійці писали на мідних табличках, корі дерев та на пальмових листках, з'єднаних через проколи мотузкою.
Мистецтво каліграфічного письма з'явилося на рубежі XV–XVI століть з появою мусульман. У цей час виникли школи та основні вимоги до роботи майстрів, використання матеріалів, фарб та туші. У різних частинах Індії з'являлися свої стилі. Так, наприклад, в Бенгалії велике поширення набув стиль тугхра, на сході Індії та в Гуджараті — стилі Тауке, насх та Рікаа, а на півдні — насталік.
Для індійських майстрів не було особливої різниці в тому, на якій поверхні виводити каліграфії. Вони писали на камені, папері, монетах, тканині тощо.

### Каліграфія у Південно-Східній Азії
Каліграфія набула абсолютно своєрідного розвитку в Китаї та інших далекосхідних країнах, що перебували під впливом китайської культури (Корея, Японія).
У Східної Азії для каліграфії зазвичай використовуються туш, пензлики для писання. Каліграфія (кит.: 书法, шуфа (в перекладі «правила/закон письма»), яп. 书 道, сьодо: («шлях письма»), кор. 书 艺, сої , «мистецтво письма») у Східній Азії вважається важливим мистецтвом, витонченою формою живопису. Каліграфія зробила вплив на деякі стилі живопису, що використовують схожу техніку (туш), такі як Сумі-е в Японії та Китаї.

### Китайська каліграфія
У Китаї для каліграфії зазвичай використовують туш і  пензлі для писання.
У Китаї каліграфія стала першим з мистецтв, які зазнали теоретизації (Цуй Хуань 77—142; Чжао І 178?; Цай Юн 133—192; Юй Шинань 558—638; Лі Юн 678—747). З часом китайська каліграфія набуває різноманітних нових форм. Значна заслуга в цьому Чу Суйляна. За часів династії Мін сформувався напрямок ексцентриків, визначним представником якого був Ван До.
Традиції каліграфії у Китаї продовжуються й тепер. Йде розвиток й вдосконалення старовинних почерків й стилів. Серед відомих каліграфів 20 століття та сучасності найбільш відомими є Юй Южень (1879—1964), Шень Їньмо (1883—1971), Лінь Саньчжи (1898—1989), Ша Менхай (1900—1992), Лі Лоґун (1917—1991), Фан Цзен (народ. 1938).

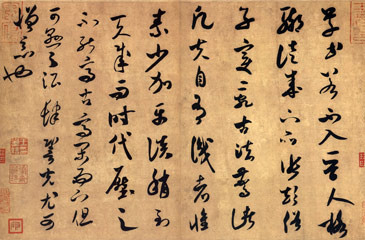
Зразок китайської каліграфії часів династії Сун (1051—1108), автограф Мі Фу

Див. також: Китайська каліграфія: хронологічний список

### Японська каліграфія
Каліграфічне письмо з'явилося в Японії у VII столітті на базі китайських стилів. Японські каліграфи створили кілька нових стилів, які відрізняються набагато більшою простотою та емоційністю. Японські ідеограми позначають цілі поняття, наділені глибоким філософським змістом та сприяють формуванню структурно-образного сприйняття людей. В період Едо (1600—1868) з'явилися такі декоративні стилі, як кабукі-модзі та дзе-рурі-модзі, що використовувалися для створення афіш і програм театрів Кабукі та Дзьорурі.
Мистецтво японської каліграфії потребує максимальної зосередженості та спонтанності виконання. Японська каліграфія зазнала великого впливу естетики та практики дзен-буддизму, в самому дзен вона є засобом медитації, шляхом пізнання та духовним заповітом майстра.
Сучасна японська каліграфія зберігає багатовікові традиції, створюючи та розвиваючи на їхній основі нові напрямки. 1948 року була створена Асоціація майстрів сучасної каліграфії, яка досі є одним з провідних об'єднань в галузі каліграфії. На щорічних виставках, що влаштовуються даною організацією, демонструються копії старовинних зразків, роботи сучасних майстрів, а також проводиться показ творів каліграфів вищого класу. Укрупнені та узагальнені образи, написані в динамічній манері, а також принцип артистичної «гри пензлем та тушшю» стали характерною особливістю японської каліграфії XX століття.
На початку 1950-х років з'явився абстрактний напрямок каліграфії. Ієрогліфи написані в цьому стилі практично втратили конкретне смислове значення і дали імпульс експресивній імпровізації. Абстрактна каліграфія більш відкрито та безпосередньо доносить до глядача думки автора, його почуття, настрій, зберігаючи при цьому традиційну культуру володіння пензлем та тушшю.

## Інструменти

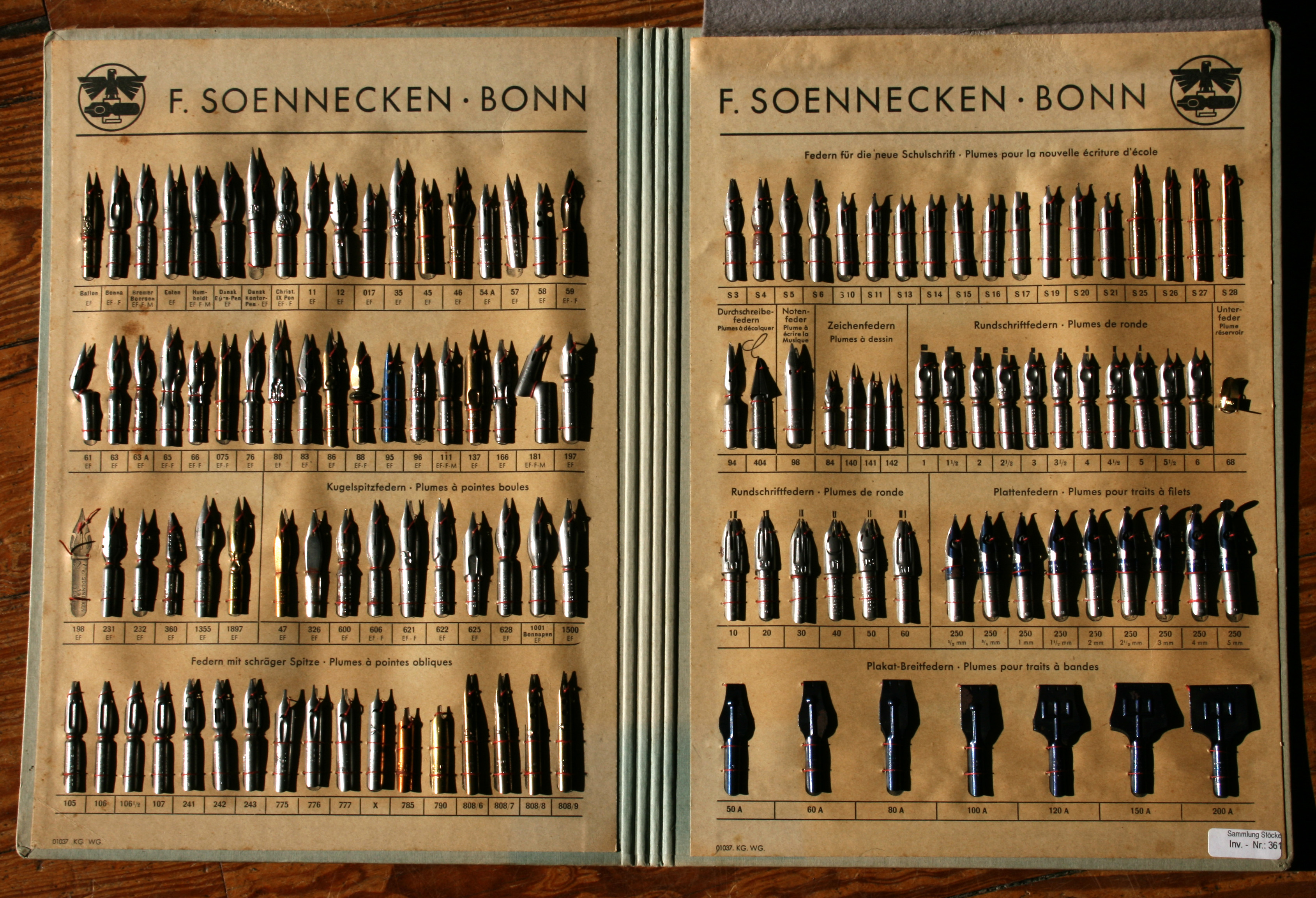
Металеві пера — інструменти каліграфічного письма

На графічну форму рукописного шрифту впливає вибір інструментів письма, основні з яких — ширококінцеве, гострокінцеве, тупокінцеве пера, різець, пензлі.
Ширококінцеве перо (або калам, винайшли у 4 тис. до н. е. в Єгипті) — заточена очеретяна паличка з косим чи прямим зрізами, від 600-х років — пташине перо, яким писали на папірусних сувоях, пергаменті, папері; сучасне сталеве перо — «рондо». Ширококінцевим пером закладено основу для всіх сучасних шрифтів: співвідношення тонких та широких елементів літер, характер їх з'єднання. Кут обернення цього пера в рядку постійний, з його зміною видозмінюється контрастність літер. Найпоширеніший кут — 45° у письмі «гуманістичного курсиву».
Гострокінцеве перо — пташине, від поч. XIX ст. — металеве; його попередник — стилус (гострозаточена бронзова чи кісткова паличка, якою писали на вощаних дошках у Стародавній Греції, прошкрябуючи шрифт, — неконтрастне письмо). Сталевим гострокінцевим пером виконували контрастне письмо із натисками та волосними переходами. Наприкінці XVIII ст. — у XIX ст. розробили двонатискне (двотиснене) письмо — «англійське», термін «Каліграфія» як зразок віртуозності поширився завдяки цьому виду письма. Для підручників і прописів гострокінцевим пером каліграфи копіювали в гравюрі на міді й цинку рукописні зразки. У Європі з'явилася гравійована каліграфія, для якої використовували різець.
Тупокінцеве перо — сталеве перо із засічками («редіс»). Існують також набори пер за конструкцією схожі на «редіс», з такою ж насадкою для утримання туші, проте кінчики не округлі, а зрізані під кутом. Такими перами писали шрифти, схожі на готичні. На сленгу — «косий редіс» чи «скошений редіс».
Використовують також кулькові ручки, фломастери тощо — найпоширеніший сучасний інструмент письма, письмо ними неконтрастне. Пензлі, як і пера, з подовженим волосом, популярні у Китаї та Японії; бувають різної м'якості й пружності (із хутра вовка, кози тощо).

### Музеї каліграфії
- Музей каліграфії та мініатюрної графіки в Петтенбасі (Австрія)  [Архівовано 23 квітня 2016 у Wayback Machine.]
- Музей та Бібліотека Рукописів імені Гілла [Архівовано 18 серпня 2020 у Wayback Machine.]
- Музеї Бібліотеки Рукописів Карпельзів [Архівовано 15 листопада 2017 у Wayback Machine.]
- музей Рукописи Александрійської бібліотеки
- The Modern Calligraphy Collection of the National Art Library at the Victoria and Albert Museum
- Ditchling Museum
- Klingspor Museum [Архівовано 9 грудня 2017 у Wayback Machine.]
- Sakip Sabanci Museum

### Українська каліграфія
- Український каліграфічний живий журнал [Архівовано 15 листопада 2010 у Wayback Machine.]
- Фестиваль шрифту й каліграфії «Свято кирилиці»
- Всеукраїнський фестиваль каліграфії та типографії «Рутенія»
- Мистецтво каліграфії на YouTube

### Західноєвропейська каліграфія
- Cynscribe World Wide Web Calligraphy Directory
- Society of Scribes and Illuminators, London, England [Архівовано 25 лютого 2012 у Wayback Machine.]
- Encre et lumière — французька каліграфія [Архівовано 25 квітня 2021 у Wayback Machine.]

### Ісламська каліграфія
- Calligraphyislamic.com
- Kalemguzeli.net [Архівовано 17 травня 2007 у Wayback Machine.]
- Muze.sabanciuniv.edu — колекція зразків ісламської каліграфії
- Ісламська каліграфія в Бібліотеці Конгресу США [Архівовано 13 серпня 2006 у Wayback Machine.]

### Далекосхідна каліграфія
Китайська
- Brush Calligraphy Galleries Skyren Art of Chinese calligraphy [Архівовано 30 травня 2019 у Wayback Machine.]
- Chinese calligraphy and galleries at China Online Museum [Архівовано 28 червня 2009 у Wayback Machine.]
- List of Chinese calligraphers and galleries at China Online Museum [Архівовано 25 травня 2009 у Wayback Machine.]

Японська
- Shodo — Японська каліграфія [Архівовано 14 червня 2008 у Wayback Machine.]
- Shodo Journal research Institute
- The History of Japanese Calligraphy — історія японської каліграфії [Архівовано 16 січня 2013 у Wayback Machine.]

### Каліграфія інших видів письма
- Пенджабська: scribd.com [Архівовано 11 травня 2011 у Wayback Machine.]